# Dámóc
Dámóc este un sat în districtul Cigánd, județul Borsod-Abaúj-Zemplén, Ungaria, având o populație de 392 de locuitori (2011). 

## Demografie
Componența etnică a satului Dámóc
     Maghiari (83,45%)
     Romi (16,55%)
Componența confesională a satului Dámóc
     Reformați (27,81%)
     Greco-catolici (27,3%)
     Romano-catolici (23,98%)
     Fără religie (2,55%)
     Necunoscută (18,37%)
     Alte religii (0,77%)
Conform recensământului din 2011, satul Dámóc avea 392 de locuitori. Din punct de vedere etnic, majoritatea locuitorilor (83,45%) erau maghiari, cu o minoritate de romi (16,55%). Nu există o religie majoritară, locuitorii fiind reformați (27,81%), greco-catolici (27,3%), romano-catolici (23,98%) și persoane fără religie (2,55%). Pentru 18,37% din locuitori nu este cunoscută apartenența confesională.